# Collipulli
Collipulli est une ville et une commune de la Province de Malleco, située dans la Région d'Araucanie, au Chili. Son nom signifie « terres colorées » en mapuche, langue qui est parlée dans la région.
Le viaduc de Malleco, déclaré Monumento Nacional de Chile en 1990, permet le franchissement de la vallée du Malleco au sud de la ville.

Position de Calbuco (en rouge) au sein de la Région d'Araucanie.